# Port lotniczy Kitale
Port lotniczy Kitale (IATA: KTL, ICAO: HKKT) – port lotniczy położony w Kitale, w Kenii.

## Kierunki lotów i linie lotnicze
| Linia Lotnicza  | Kierunek                       |
| --------------- | ------------------------------ |
| Fly540          | Sezonowo: 1. Lodwar 2. Nairobi |
| Fly-SAX         | 1. Nairobi-Wilson              |
| Skyward Express | 1. Nairobi-Wilson              |